# Krasowiec (gromada)
Krasowiec – dawna gromada, czyli najmniejsza jednostka podziału terytorialnego Polskiej Rzeczypospolitej Ludowej w latach 1954–1972.
Gromady, z gromadzkimi radami narodowymi (GRN) jako organami władzy najniższego stopnia na wsi, funkcjonowały od reformy reorganizującej administrację wiejską przeprowadzonej jesienią 1954 do momentu ich zniesienia z dniem 1 stycznia 1973, tym samym wypierając organizację gminną w latach 1954–1972.
Gromadę Krasowiec z siedzibą GRN w Krasowcu utworzono – jako jedną z 8759 gromad na obszarze Polski – w powiecie gorzowskim w woj. zielonogórskim na mocy uchwały nr V/15/54 WRN w Zielonej Górze z dnia 5 października 1954. W skład jednostki weszły obszary dotychczasowych gromad Krasowiec, Białobłocie, Bolemin, Dziersławice, Orzelec i Płonica ze zniesionej gminy Zieleniec w powiecie gorzowskim oraz Kiełpin ze zniesionej gminy Lubniewice w powiecie sulęcińskim w tymże województwie. Dla gromady ustalono 18 członków gromadzkiej rady narodowej.
1 stycznia 1958 do gromady Krasowiec włączono wsie Dzierżów, Prądocin i Koszęcin ze zniesionej gromady Ulim w tymże powiecie.
Gromada przetrwała do końca 1972 roku, czyli do kolejnej reformy gminnej.